# Thorsten Askervold
Thorsten Askervold, né le 17 mai 1996 à Snohomish, est un coureur cycliste américain.

## Biographie
Né à Snohomish dans l'État de Washington, Thorsten Askervold est issu d'une famille de sportifs. Sa grand-mère, de nationalité française, a participé aux Jeux olympiques en patinage de vitesse, tandis que son père, lui aussi d'origine française, a porté les couleurs de l'équipe de France en natation lors de championnats intercontinentaux. Après avoir lui aussi pratiqué le patinage de vitesse, il commence le cyclisme à l'âge de 13 ans.
Spécialiste de la piste, il se distingue en devenant champion des États-Unis de l'omnium et du scratch en 2014, dans la catégorie juniors (moins de 19 ans). Il participe la même année aux championnats du monde sur piste juniors à Séoul, en Corée du Sud. En 2015, il rejoint la structure amateur de l'équipe Axeon, mais n'obtient pas de résultats probants, hormis lors de critériums.
En 2019, il fait le choix de rejoindre le club français Laval Cyclisme 53, qui évolue en division nationale 2,. En 2020, il remporte une étape des Boucles Nationales du Printemps et termine notamment deuxième du Grand Prix de la Tomate ou cinquième d'Arbent-Bourg-Arbent, manche de la Coupe de France DN1. Au mois de novembre, il signe avec le CC Nogent-sur-Oise pour la saison suivante.

## Palmarès sur route
- 2015
  - Team Group Health Independence Valley Road Race[5]
- 2016
  - 3e étape du Tour de Walla Walla
  - Georgetown Criterium[6]
- 2017
  - Ballard Criterium[7]
- 2020
  - 2e étape des Boucles Nationales du Printemps
  - 2e du Grand Prix de la Tomate

## Palmarès sur piste

### Championnats des États-Unis
- 2014
  -  Champion des États-Unis de l'omnium juniors
  -  Champion des États-Unis de scratch juniors
- 2018
  - 3e du championnat des Etats-Unis de scratch